# Daniel Haglöf
Daniel Haglöf (Stockholm, 9 oktober 1978) is een Zweeds autocoureur.

## Carrière
Haglöf begon zijn autosportcarrière in het karting. In zowel 1995 als 1996 won hij de ICA-klasse van de Zweedse MKR Series. In 1997 maakte hij de overstap naar de toerwagens en kwam uit in de Volvo S40 Junior Touring Car Cup. Hij bleef vijf jaar in deze klasse rijden, met een tweede plaats in 2000 en een kampioenschap in zijn laatste seizoen in 2001 als hoogtepunten. In totaal behaalde hij in zijn laatste twee seizoenen in de klasse elf overwinningen. In 2002 maakte hij de overstap naar de Zweedse Volvo S60 Challenge, waarin hij in zijn debuutseizoen direct kampioen werd met vier zeges. In 2003 werd hij vijfde met eveneens vier overwinningen, voordat hij in 2004 opnieuw kampioen werd, ditmaal met tien overwinningen.
In 2005 debuteerde Haglöf in het Swedish Touring Car Championship voor het Team Agrol. Met een vierde plaats op de Scandinavian Raceway als beste klassering werd hij elfde in de eindstand met 30 punten. In 2006 kwam hij uit in de Scandinavische Porsche Carrera Cup. Hij won zeven races en werd achter Fredrik Ros tweede met 133 punten, slechts twee minder dan de kampioen. In 2007 reed hij enkel in de 24 uur van Dubai, waarin hij tweede werd in de A5-klasse. In 2008 stapte hij over naar de Duitse Mini Challenge, waar hij drie seizoenen in uitkwam. Hij eindigde zijn debuutseizoen op de derde plaats in het eindklassement en werd een jaar later kampioen, alvorens in 2010 op de vierde plaats te eindigen. In 2011 keerde hij terug in de Scandinavische Porsche Carrera Cup en werd zesde in het kampioenschap.
In 2012 richtte Haglöf met collegacoureur en -zakenman Peter Wallenberg jr. het team PWR Racing op om deel te nemen aan de eerste editie van de TTA - Racing Elite League. Hij was zelf een van de coureurs en eindigde als tiende in een Saab 9-3 TTA. Toen het kampioenschap in 2013 fuseerde met het Scandinavian Touring Car Championship, stapte hij met zijn team over naar het STCC. Met een podiumplaats op de Falkenbergs Motorbana werd hij negende in de eindstand met 63 punten. In 2014 concentreerde hij zich op het management van het team en reed hij niet fulltime in het kampioenschap, maar in de laatste twee raceweekenden op het Solvalla Stockholm en het Mantorp Park keerde hij terug in de klasse.
Vanaf 2015 nam Haglöf weer fulltime deel aan het STCC en behaalde dat seizoen zijn eerste twee overwinningen in de klasse op het Solvalla Stockholm. In de daaropvolgende seizoenen wist hij ieder jaar een aantal races te winnen en in 2018 werd hij achter Johan Kristoffersson en Robert Dahlgren derde in de eindstand met 176 punten. Naast zijn successen in het STCC kwam Haglöf tussen 2014 en 2016 ook uit in het Zweedse GT-kampioenschap. In zijn eerste seizoen werd hij zesde in de GT4-klasse en in de twee daaropvolgende jaren werd hij eerste en tweede in de GTA-klasse.
In 2019 maakte Haglöf met zijn team PWR Racing de overstap naar de World Touring Car Cup, waarin hij uitkwam in een CUPRA León TCR.